# Alexandr Nikolajevič Lodygin
Alexander Nikolajevič Lodygin (rusky Александр Николаевич Лодыгин; 18. října 1847, Stěňšino, Tambovská gubernie – 16. března 1923, Brooklyn, New York) byl ruský elektrotechnik, jeden z vynálezců žárovky. Pracoval střídavě v Rusku a USA. Je rovněž autorem vynálezů, které byly realizovány mnoho let po jeho smrti.

## Život a dílo
Narodil se 18. října 1847 ve Stěňšinu v Tambovské gubernii, dědičné vesnici zchudlé starobylé šlechty Lodyginů. Mezi předky tohoto rodu patřil Andrej Kobyla, společný prapředek s dynastií Romanovců. Původ ho předurčoval ke kariéře ve vojenské službě. Podle tradice svých předků vstoupil do armády, studoval v tambovském a voroněžském kadetním sboru, sloužil jako kadet u 71. Belevského pluku a absolvoval Kadetskou školu pěchoty v Moskvě. Jako student byl v Tambově hodnocen jako „laskavý, citlivý, pilný“. Během studií ho přitahovala technika a fyzika. Ke zděšení příbuzných a přátel ukončil službu v armádě a jako prostý dělník ve zbrojovce v Tule si začal šetřit na civilní studia v Petrohradě. Zde pracoval jako zámečník v hutní továrně knížete Oldenburga, večer chodil na přednášky technologického institutu. V Petrohradě se seznámil se skupinou mladých Narodniků a myšlenky jejich hnutí ho nadchly. Sympatie s tímto hnutím později ovlivnily jeho osud.

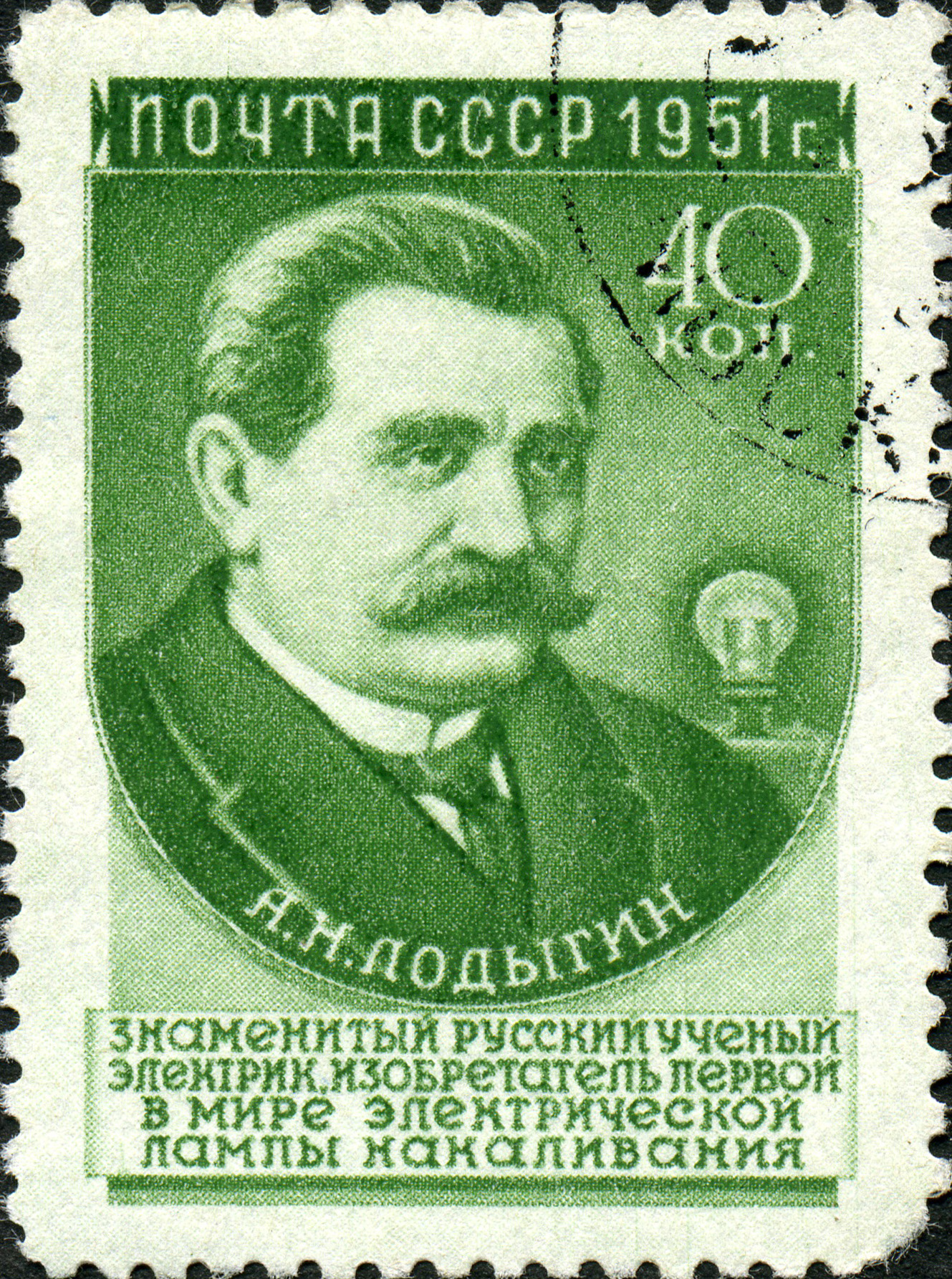

### Létající stroj
Především byl ale zaujat myšlenkami na létající stroj s elektrickým pohonem. Své návrhy na zařízení, schopné vynést 2 000 liber a bombardovat nepřátelské území, předložil radě Ministerstva obrany a pochopil, že bylo uloženo do šuplíku. Odjel proto do Francie nabídnout svůj projekt jako zbraň proti Prusku. Zde získal povolení postavit svůj vynález ve zbrojovce v Le Creusot spolu s dotací 50 000 franků. Nadějný projekt ukončil vstup pruských vojsk do Paříže. Alexandr Lodygin se musel vrátit do vlasti.

### Uhlíkové lampy
V Petrohradě pokračoval v práci i studiu a pozornost upřel k vývoji elektrického osvětlení, které potřeboval do kokpitu létajícího stroje. Spolu s bratranci Ditrichsonovými prováděl pokusy s evakuací skleněných nádob pro vytvoření ideálního prostředí pro dlouhodobou činnost světlo produkující části.

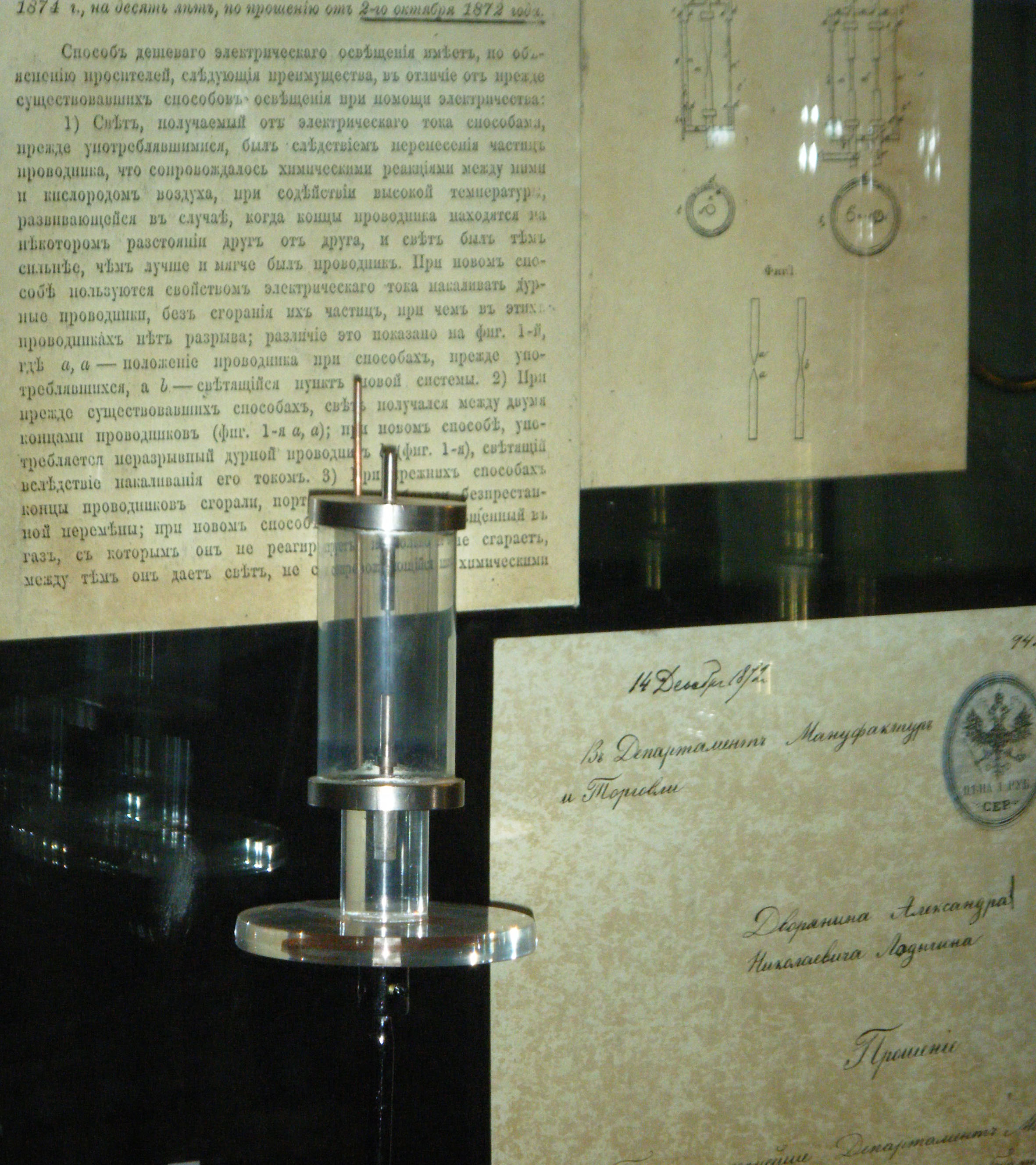
Verze 1872

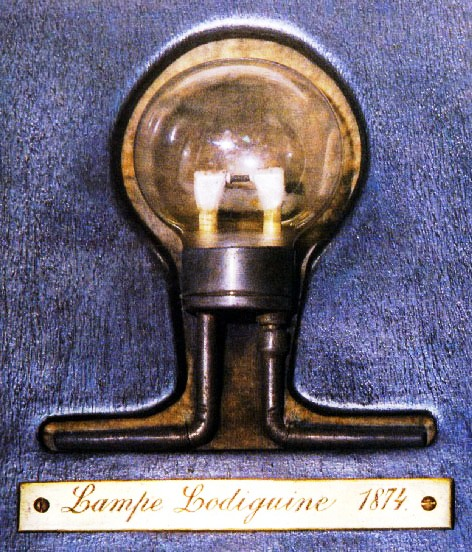
Verze 1874

Do konce roku 1872 vynálezce po stovkách experimentů s pomocí mechaniků bratranců Ditrichsonových našel způsob, jak vytvořit řídký vzduch v baňce, kde uhelné tyčinky mohly pod proudem svítit déle než hodiny. Výsledkem byl ruský patent  č. 1619 z 11. července 1874 na elektrickou lampu a Lomonosovova cena. Lampu ocenil i přední ruský elektrotechnik Moritz Hermann Jakobi. Světlo zajišťovaly tenké grafitové tyčinky, pod elektrickým proudem pomalu odhořívající v evakuovaném prostoru. Později získal patentovou ochranu v Rakousko-Uhersku, Španělsku, Portugalsku, Itálii, Belgii, Francii, Velké Británii, Švédsku, Sasku a dokonce i v Indii a Austrálii. Spolu s Vasilijem Ditrichsonem založil společnost „Russian Electric Lighting Association Lodygin and Co. Lodyginovi se podařilo odladit stabilní zapojení velkého počtu světelných zdrojů do elektrického obvodu. Jeho lampy osvětlovaly Oděskou ulici v Petrohradě, sloužily v docích admirality, sloužily i při osvětlení nových křižníků, objednaných v USA.

### Žárovky s kovovými vlákny
Lodyginovy lampy získaly Grand prix na Světové elektrotechnické výstavě ve Vídni v roce 1883. V roce 1884 byl Lodygin vyznamenán Řádem svatého Stanislava III. stupně za lampy, které získaly Grand Prix na vídeňské výstavě. Policejní represe po atentátu na Alexandra II. zamířily pozornost vyšetřovacích orgánů i na Lodyginovy přátele z hnutí Narodniků. Došlo tak k vynucenému odchodu z Ruska. Ruská vláda zahájila jednání se zahraničními společnostmi o dlouhodobém projektu plynového osvětlení v ruských městech. To způsobilo další utvrzení o správnosti volby práce v zahraničí.
V cizině střídavě pracoval v Paříži a USA. Ve Francii vytvořil elektromobil, ve Spojených státech pracoval ve společnosti George Westinghouseho  s legendárním Srbem Nikolou Teslou. Zavedl provozy výroby ferroslitin, stál u počátku oboru obloukového svařování a elektrického ohřevu. Průběžně pracoval na vývoji potápěčského obleku, který v podstatě odpovídal soudobému.
V Paříži se oženil s německou novinářkou Almou Schmidtovou, která mu porodila dvě dcery.
Vyvinul mnoho typů žárovek s kovovými vlákny, jako první použil spirálu z wolframového drátu. Na tento typ získal US patent 575 002 Illuminant for Incandescent Lamps. Patent prodal společnosti General Electric, která zahájila její výrobu.
V roce 1907 se vrátil do Ruska. Přednášel na Petrohradském polytechnickém institutu a pracoval pro Ministerstvo železnic. Po roce 1917 pro nesouhlas s novou vládou opět a naposledy opustil Rusko. Nabídku Komise pro elektrifikaci Ruska odmítl ze zdravotních důvodů. Zemřel v Brooklynu v New Yorku 16. března 1923.

## Ocenění
Po Alexandru Nikolajeviči Lodyginovi byl pojmenován kráter na odvrácené straně Měsíce.
V roce 1988 bylo v Tambově otevřeno Muzeum A. I. Lodygina.

## Patenty přiznané v USA
- 347,164 Manufacture of Incandescents, 10.8.1886[8]
- 494,149 Process of Manufacturing Filaments for Incandescent Lamps, 28. 3.1893[9]
- 498,901 Incandescent Electric Lamp, 6.6.1893[10]
- 575 002 Illuminant for Incandescent Lamps 12.1.1897[6]
- 575,668 Illuminant for Incandescent Lamps, 19.1.1897[11]